# Wilbert de Joode

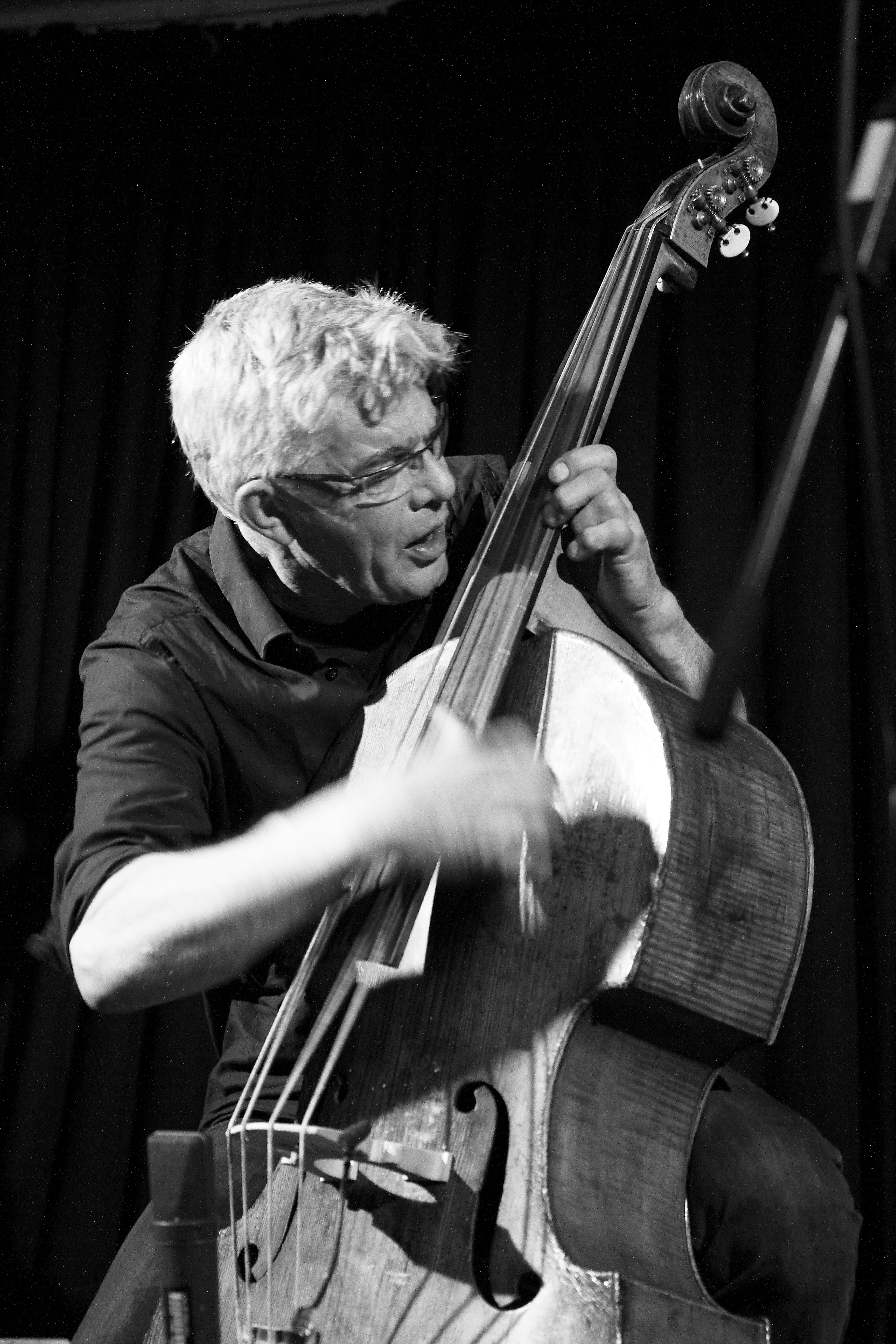
Wilbert de Joode 2018

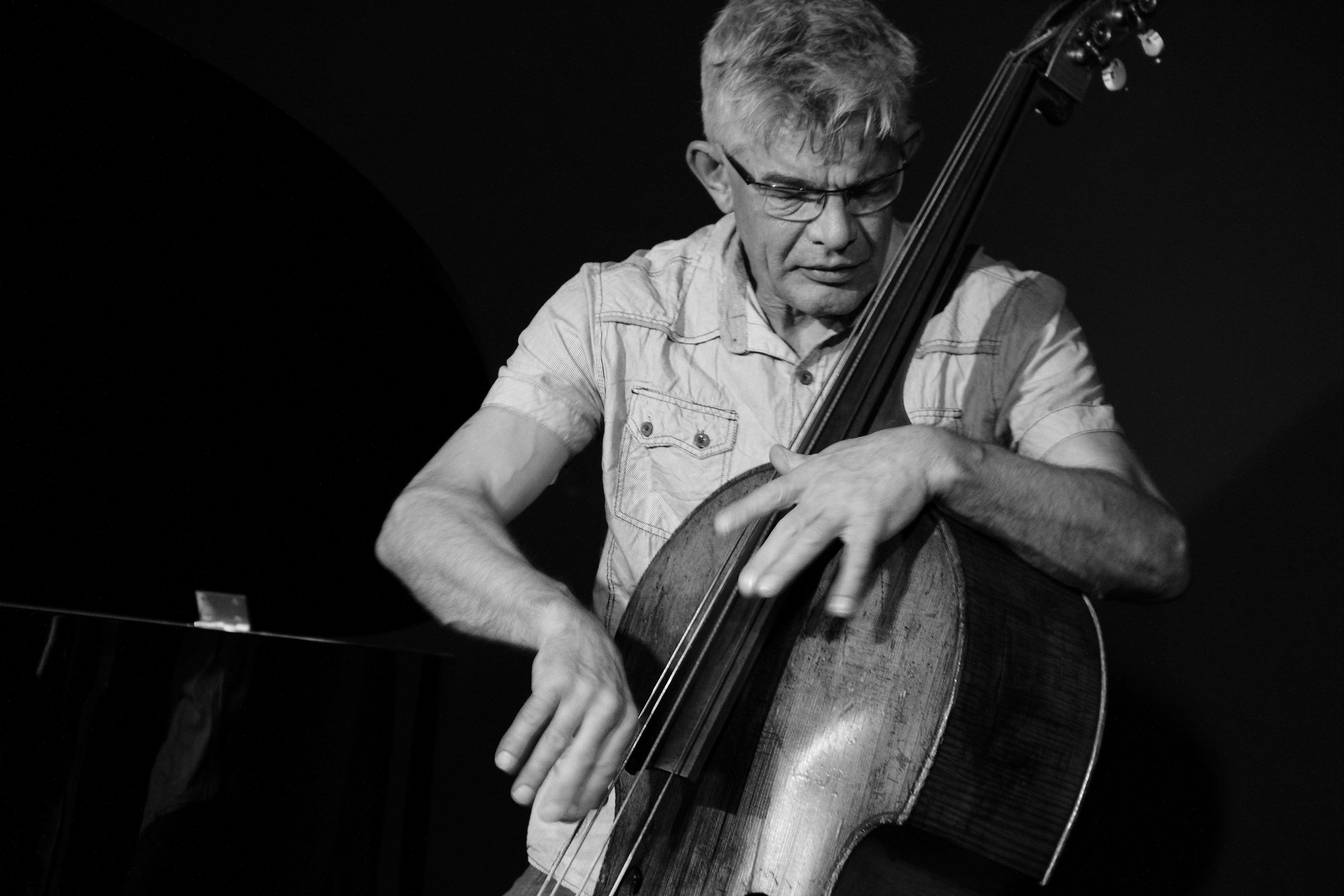
Konzert im KULT, Niederstetten 2014.

Wilbert de Joode (* 11. Mai 1955 in Amsterdam) ist ein niederländischer Jazzbassist.

## Leben und Wirken
De Joode ist musikalischer Autodidakt. Er spielt seit 1982 Kontrabass und spielte bereits Mitte der 1980er Jahre in Bands von Vera Vingerhoeds, Armando Cairo und Ig Henneman. 1990 wurde er Mitglied des Trios von Ab Baars. Daneben arbeitete er mit weiteren Formationen wie dem Eric Boeren 4tet (mit Han Bennink und Michael Moore), der Bigband und dem Trio von Michiel Braam, verschiedenen Bands von Joost Buis, dem Trio Fuhler/Bennink/DeJoode, dem Duo Nora Mulder, dem Chris Abelen Quintet, einem Trio mit Achim Kaufmann und Frank Gratkowski (gelegentlich mit Tony Buck zum Quartett ergänzt) und der Gruppe Intermission.
Mit dem Bass-Saxophonisten Klaas Hekman gründete er eine Bassgruppe, die u. a. mit William Parker und Hideji Taninaka auftrat. Weiterhin gab de Joode Konzerte als Solist und im Duo mit Tobias Delius und wirkte an Tanzprojekten von David Zambrano und Eileen Standley mit. Gerard Ammerlaan komponierte für ihn das Stück Common Sense für improvisierenden Kontrabass und Streichorchester, das er mehrfach mit dem Nederelands Jeugd StrijkOrkest unter Roland Kieft aufführte.

## Auszeichnungen
2016 wurde er dem niederländischen Buma Boy Edgar Prijz ausgezeichnet.

## Diskographische Hinweise
- Het Vera Vingerhoeds Kwartet: Next, 1988
- Ig Henneman Kwintet: In Grassetto, 1990
- Ab Baars Trio: 3900 Carol Court, 1992
- Ig Henneman Tentet: Dickinson, 1993
- Bik Bent Braam: Howdy, 1993
- Ab Baars Trio: Sprok, 1995
- Frans Vermeerssen Quintet: One For Rashaan, 1995
- Ig Henneman Tentet: Repeat That, Repeat, 1995
- Chris Abelen Quintet: Dance Of The Penguins, 1996
- Intermission: Song Of Low Songs, 1996
- Het XYZ Der Bik Bent Braam, 1996
- Eric Boeren: Cross Breeding, 1997

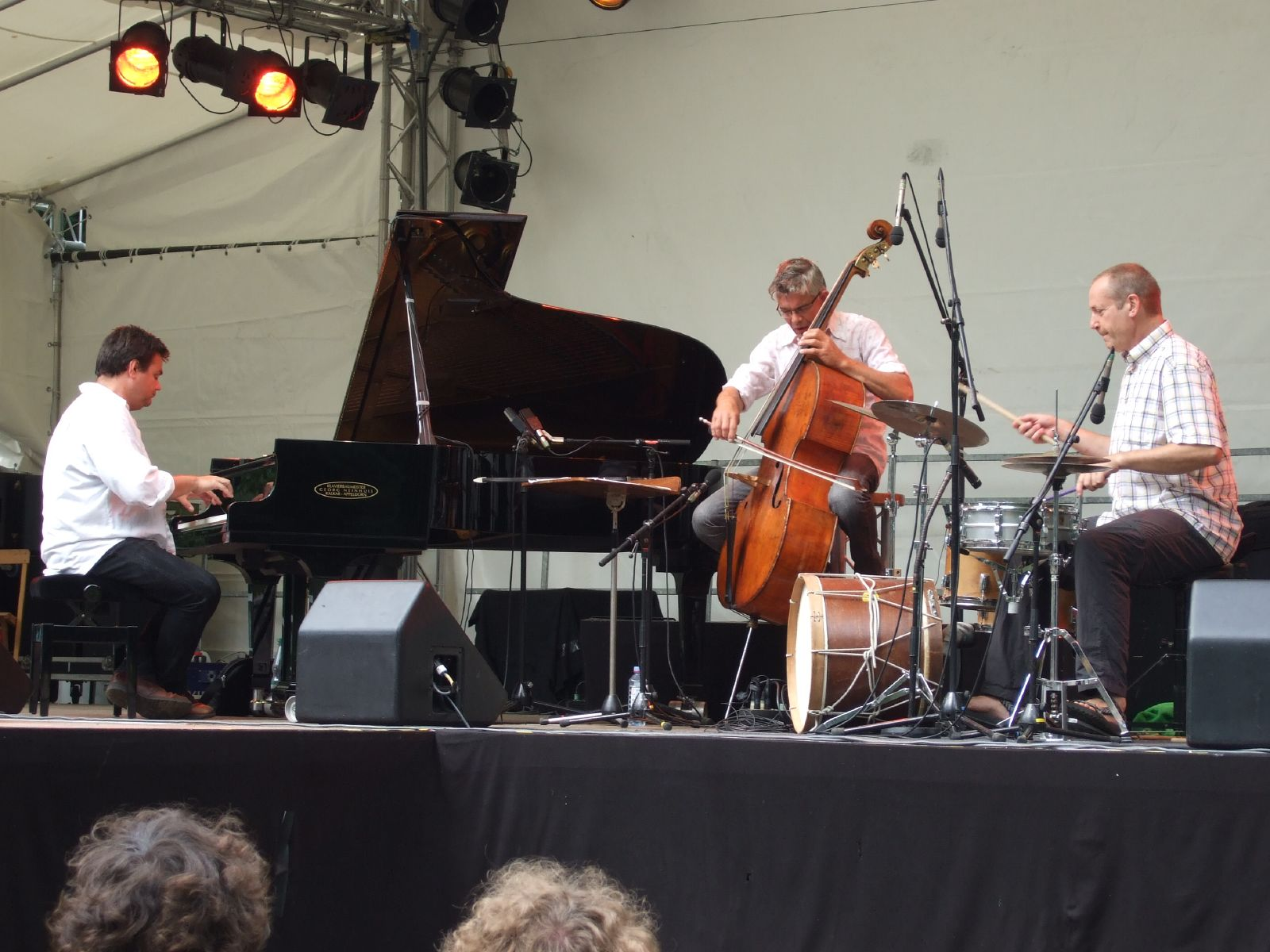
Trio Braam/DeJoode/Vatcher 2007 beim Festival OffsideOpen: Wilbert DeJoode mit Michiel Braam (links), Michael Vatcher (rechts)

- Trio Fuhler/Bennink/DeJoode: Bellagram, 1998
- Ig Heneman Tentet: Indigo, 1998

- Trio Fuhler/Bennink/DeJoode: Zilch, 1998 – (ConundrumCD 0, 1998)
- Trio Braam/DeJoode/Vatcher: Monk Materials, 1998
- Eric Boeren: Joy Of A Toy, 1999
- Ig Henneman Strijkkwartet: PES, 1999
- Bik Bent Braam: Zwart Wit, 1999
- Misha Mengelberg: Two Days In Chicago, 1999
- Ab Baars Trio: A Free Step, 1999
- Bik Bent Braam: 13, 2000
- Eric Boeren 4tet: Soft Nose, 2001
- Olo, Soloalbum, 2002
- Henneman String Quartet: Piazza Pia, 2002
- Trio Braam/DeJoode/Vatcher: Colors, 2002
- Bik Bent Braam goes Bonsai, 2002
- Trio Fuhler/Bennink/DeJoode: TinderBox, 2002
- Delius/DeJoode/VanderSchyff: The Flying Deer, 2003
- Twenty One 4Tet / Luís Vicente, John Dikeman, Wilbert de Joode & Onno Govaert: Live at Zaal 100 (2024)
- Darius Heid / Wilbert de Joode / Kresten Osgood: With Black Arch (2024)